# Мёнье де ла Плас, Жан Батист

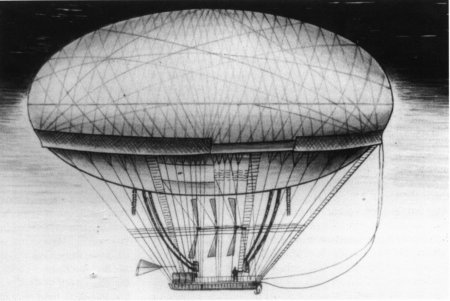

Жан Батист Мари Шарль Мёнье́ — французский математик, дивизионный генерал. Считается изобретателем дирижабля.

## Военная служба
Во время Великой Французской революции занимался организацией береговой обороны Франции. Вернувшись в Париж, участвовал в производстве ассигнаций, а затем некоторое время находился в армии на юге страны. С 5 февраля 1792 года был полковником 14-го пехотного полка, 1 сентября того же года произведён в бригадные генералы республиканской армии.
В кампании 1793 года воевал в составе Рейнской армии, 5 мая за отличие был произведён в дивизионные генералы, однако узнать об этом не успел, поскольку был тяжело ранен при осаде Майнца и скончался 13 июня.

## Изобретение дирижабля
Дирижабль Мёнье должен был быть сделан в форме эллипсоида. Управляемость должна была быть осуществлена с помощью трёх воздушных винтов, вращаемых вручную усилиями 80 человек. Изменяя объём газа в аэростате путём использования баллонета, можно было регулировать высоту полёта дирижабля, поэтому он предложил две оболочки — внешнюю основную и внутреннюю. В дирижабле (тогда, конечно, этого термина ещё не существовало) были предусмотрены горизонтальные стабилизаторы и подвеска гондолы на трёх стропах, имелась также полужёсткая ферма в нижней части внешней оболочки дирижабля.